# Езикова гимназия „Доктор Петър Берон“, Кюстендил
Езикова гимназия „Доктор Петър Берон“ e средно училище в град Кюстендил, основано през 1989 година. В него се обучават ученици от осми до дванадесети клас. Училището е с общинско финансиране. В него се изучава английски, немски, френски и испански език. Намира се на бул. „Цар Освободител“ № 2 в сграда в бароков стил, датираща от 1904 година, първоначално построена за ловна резиденция на цар Фердинанд.

## История
През 1989/90 г. с решение на МНП от езиковите паралелки на ЕСПУ „Неофит Рилски“ се създава ново учебно заведение. През 1992г. получава официален статут на езикова гимназия - Езикова гимназия „Д-р Петър Берон“, като двете учебни заведения съжителстват в обща сграда. Основател и пръв директор на новото учебно заведение е г-жа Невена Двоячка.

## Материална база
Училището разполага с 23 класни стаи, 4 специализирани кабинета, чуждоезикова библиотека, 3 баскетболни игрища, 3 волейболни игрища, лекоатлетическа писта 100 м., 2 физкултурни салона, тенис зала и игрище за тенис-корт. В двора на училището има футболно игрище.